# 菊池寛実記念 智美術館
菊池寛実記念 智美術館（きくちかんじつきねん ともびじゅつかん、略称:智美術館）は、東京都港区虎ノ門にある現代陶芸の美術館である。

## 概要
実業家菊池寛実の長女で、京葉ガス会長などを務めた菊池智（1923年 - 2016年）の現代陶芸コレクションを一般公開することなどを目的として2003年4月に開館した。
富本憲吉、八木一夫、加守田章二、藤本能道、鈴木藏、栗木達介などの作品を所蔵する。所蔵品を一般公開する他、企画展、「菊池ビエンナーレ」(公募展)などを開催している。レストラン「ヴォワ・ラクテ」が併設されていたが、2019年3月24日を以て閉店、2021年3月3日より茶楓 (salon Safu)としてリニューアルオープンしている。
千葉亀之助の自邸を菊池寛実が引き継いだ敷地にあり、隣接する西洋館は1924年（大正13年）に建てられた千葉亀之助邸の和風本館に付属する洋館として大正15年に竣工したもので、外国人による設計と言われ、2003年に登録有形文化財に登録された。